# Calanthe beamanii
Calanthe beamanii är en orkidéart som beskrevs av Phillip James Cribb. Calanthe beamanii ingår i släktet Calanthe och familjen orkidéer. Inga underarter finns listade i Catalogue of Life.